# Blind Willie McTell (brano musicale)
Blind Willie McTell è un brano musicale del cantautore statunitense Bob Dylan, così intitolato in onore dell'omonimo bluesman Blind Willie McTell. Il brano venne inciso nel 1983 e avrebbe dovuto far parte dell'album Infidels ma venne lasciato fuori da esso e pubblicato ufficialmente soltanto otto anni dopo, nel 1991, all'interno della compilation The Bootleg Series Volumes 1-3 (Rare & Unreleased) 1961-1991.

## Il brano
La melodia del brano è vagamente basata sul pezzo St. James Infirmary Blues. Nella canzone, Dylan suona il pianoforte accompagnato da Mark Knopfler alla chitarra acustica a 12 corde, mentre canta in tono dolente una serie di strofe che dipingono in maniera allegorica scene che riflettono la storia della musica americana e la schiavitù. Ogni verso termina con lo stesso ritornello: «Nobody can sing the blues like Blind Willie McTell» ("Nessuno è in grado di cantare il blues come Blind Willie McTell").
Oltre alla versione acustica pubblicata in The Bootleg Series Vol. 1-3, della canzone esiste anche una versione "elettrica" registrata sempre durante le sessioni per Infidels, pubblicata nel 2021 in The Bootleg Series Vol. 16.

### Origine
Dopo tre album di tematiche cristiane evangeliche, Infidels sorprese la maggior parte dei critici come una sorta di ritorno dell'artista allo stile che lo aveva reso celebre. La misteriosa esclusione dall'album di Blind Willie McTell complicò ulteriormente la storia. Quando apparvero su bootleg le outtakes di Infidels, la canzone venne ritenuta una composizione di una qualità talmente elevata da avvicinarsi a capolavori del passato quali Tangled Up In Blue, Like a Rolling Stone e All Along the Watchtower, scartata in favore di brani molto meno ispirati.
Negli anni novanta, Blind Willie McTell veniva spesso eseguita in concerto dai The Band. Il gruppo ne inserì anche una versione nel loro album del 1993 Jericho. In seguito Dylan disse durante una intervista concessa a Rolling Stone, che sentire la versione della Band gli fece venir voglia di iniziare a suonare la canzone nei suoi propri concerti:
(Bob Dylan)
Il libro di Michael Gray Song and Dance Man III: The Art of Bob Dylan (2002) include un capitolo intero dedicato a questa canzone e alla sua storia.

## Formazione
- Bob Dylan - voce, pianoforte
- Mark Knopfler - chitarra acustica a dodici corde

## Cover
La canzone è stata reinterpretata da vari artisti, inclusi:
- Rick Danko
- The Band
- Scott Holt
- Mick Taylor
- Tom Russell
- Southside Johnny & Little Steven
- Tex, Don and Charlie
- The Dream Syndicate
- Elliott Murphy & Iain Matthews
- Peter Mulvey & Jeffrey Foucault
- Charlie Parr
- The White Stripes
- The Allman Brothers Band
- De Dijk
- Stephen Stills
- Tom Morello, The Nightwatchman
- Barb Jungr
- Francis Cabrel
- Martin Simpson